# Championnat de France de hockey sur glace 2001-2002
Saison précédente Saison suivante
En hockey sur glace, en France, la saison 2001-02 est la 81e saison du championnat de France de hockey sur glace. Cette saison, le championnat porte le nom d'Élite.

## Contexte
Nouvel épisode de cette époque difficile pour les clubs français où les dépôts de bilan sont courants, les clubs de Viry-Chatillon et Caen sont repartis en Division 3 pour cette saison. Avec Villard-de-Lans, champion de Division 1, mais qui refuse la montée, c'est le Hockey Club de Mulhouse, vice-champion qui monte. Cela fait 7 sept clubs en élite, pas assez pour organiser des quarts de finale. Conjugué à un calendrier chargé au niveau international (Jeux olympiques et Championnats du monde Division 1), la saison est organisée sans séries éliminatoires.

## Élite
| Amiens Angers Anglet Grenoble Mulhouse Reims Rouen |

Équipes engagées :
- Gothiques d'Amiens
- Ducs d'Angers
- Orques d'Anglet
- Brûleurs de loups de Grenoble
- Scorpions de Mulhouse
- Flammes Bleues de Reims
- Dragons de Rouen

Rouen est le champion en titre, Mulhouse le promu.

### Résultats
La saison s'articule en trois parties : la 1re, la 2e et la 3e phase.
À chaque phase, toutes les équipes se rencontrent sur un aller-retour. Au début de la 3e phase, les points gagnés lors des deux premières phases sont divisés par deux (arrondis au point supérieur), ceci permettant de relancer le championnat.

#### Classement en fin de2ephase
|   | Équipe                        | PJ | Pts 2e phase | Pts 3e phase |
| - | ----------------------------- | -- | ------------ | ------------ |
| 1 | Flammes Bleues de Reims       | 24 | 34           | 17           |
| 2 | Gothiques d'Amiens            | 24 | 30           | 15           |
| 3 | Brûleurs de loups de Grenoble | 24 | 30           | 15           |
| 4 | Dragons de Rouen              | 24 | 29           | 15           |
| 5 | Ducs d'Angers                 | 24 | 22           | 11           |
| 6 | Scorpions de Mulhouse         | 24 | 19           | 10           |
| 7 | Orques d'Anglet               | 24 | 16           | 8            |

#### Classement final
|   | Équipe                        | PJ | Pts | V. | Vp. | N. | P. | Pp. | Bp  | Bc  | Diff |
| - | ----------------------------- | -- | --- | -- | --- | -- | -- | --- | --- | --- | ---- |
| 1 | Flammes Bleues de Reims       | 36 | 35  | 21 | 3   | 3  | 8  | 1   | 135 | 100 | +35  |
| 2 | Dragons de Rouen              | 36 | 32  | 19 | 1   | 1  | 10 | 4   | 145 | 113 | +32  |
| 3 | Brûleurs de loups de Grenoble | 36 | 29  | 13 | 6   | 4  | 9  | 2   | 127 | 114 | +13  |
| 4 | Gothiques d'Amiens            | 36 | 27  | 17 | 0   | 4  | 9  | 4   | 128 | 96  | +32  |
| 5 | Orques d'Anglet               | 36 | 20  | 9  | 3   | 1  | 20 | 3   | 115 | 151 | -36  |
| 6 | Ducs d'Angers                 | 36 | 19  | 10 | 2   | 5  | 18 | 1   | 113 | 155 | -42  |
| 7 | Scorpions de Mulhouse         | 36 | 18  | 8  | 2   | 3  | 19 | 4   | 103 | 137 | -34  |

### Bilan de la saison
Reims gagne la deuxième coupe Magnus de son histoire.

### Effectif champion
| Vainqueurs de la Ligue Élite Flammes Bleues de Reims | Gardiens de but : Hätinen, Godefroy Défenseurs : Marcelle, Guennelon, Laflamme, Pousset, Bachet, Bouché M., Mölmy Attaquants : Ribanelli, Aimonetto, Mortas, Zwikel, Orsolini, Sadoun L., Sadoun Y., Rousu, Carrara, Brodin M., Guilhem Entraîneur : Laksola |

#### Trophées
- Trophée Charles-Ramsay décerné à Guillaume Besse (Rouen)
- Trophée Albert-Hassler décerné à Christian Pouget (Grenoble)
- Trophée Marcel-Claret décerné à Amiens
- Trophée Jean-Pierre-Graff décerné à Xavier Daramy (Anglet)
- Trophée Jean-Ferrand décerné à Fabrice Lhenry (Mulhouse)
- Trophée Raymond-Dewas décerné à Éric Doucet

## Division 1
- Champion : Villard-de-Lans

## Division 2
- Champion : Brest

## Division 3
- Champion : Grenoble-2